# Lingua materna
La lingua materna, lingua nativa o prima lingua (detta anche L1), è la prima lingua a cui una persona è esposta dalla nascita, normalmente corrispondente con quella parlata dai suoi genitori. La lingua materna viene appresa tramite un processo naturale e spontaneo, conosciuto come acquisizione linguistica, indipendentemente dall'eventuale istruzione.
L'individuo che parla una certa lingua come lingua nativa nell'italiano corrente è solitamente detto madrelingua (per esempio, Il professore d'inglese è madrelingua, È di madrelingua [inglese], o anche È [un] madrelingua [inglese]); nella terminologia dei linguisti si dice spesso parlante nativo.
Nella storia politico-linguistica italiana, fino alla seconda metà dell'Ottocento la forma di socializzazione primaria era costituita prevalentemente dalle lingue locali; dall'unificazione in poi la lingua italiana, allora fortemente minoritaria, si diffuse fino a diventare il codice spontaneo della maggioranza dei suoi abitanti.

## Plurilinguismo nativo
Ogni bambino immerso in una società umana, se non è affetto da specifiche patologie che glielo impediscono, acquisisce normalmente almeno un idioma come lingua nativa. È piuttosto frequente che le lingue native siano più di una, nel qual caso il parlante è definito nativamente bilingue se gli idiomi in questione sono due o, più in generale, nativamente plurilingue.
Il plurilinguismo nativo è comune soprattutto nelle società plurilingui; esempi sono il Québec e la pressoché totalità dell'Africa subsahariana, in Italia l'Alto Adige e le molte regioni in cui a fianco dell'italiano è ancora sufficientemente vitale l'uso di una o più lingue locali o dialetti dell'italiano (un po' dovunque in Italia).
Esiste una distinzione tra il termine plurilingue ed il termine multilingue
- il termine “plurilingue” va usato per indicare un individuo che si esprime in più lingue.
- il termine “multilingue” va usato per indicare un paese, un luogo o un’istituzione in cui si parlano più lingue.

Spesso i plurilingui nativi sono figli di genitori di due diverse nazionalità o provenienze regionali, nonché gli individui che da bambini trascorrono lunghi periodi in Paesi o regioni in cui si parlano una o più lingue diverse da quella o da quelle della loro famiglia: è questo il caso di molti figli di immigrati. L'ordine in cui le diverse lingue native sono state apprese non corrisponde necessariamente al grado di conoscenza o alla scorrevolezza dell'eloquio. Per esempio, la figlia di due genitori francofoni può aver imparato prima il francese, poi l'inglese; ma se è cresciuta negli Stati Uniti, probabilmente parlerà con maggiore abilità l'inglese.

## Problemi terminologici
La terminologia utilizzabile per designare la lingua nativa pone diversi problemi ed è soggetta a rischi d'ambiguità e di incomprensione.
Prima lingua (L1) o "lingua nativa" non è necessariamente la lingua appresa per prima, bensì quella meglio dominata dal parlante. Come detto, inoltre, le lingue native possono essere più di una e acquisite in periodi diversi; ciononostante, tutte le lingue native si possono indicare come prime lingue. Prima lingua o L1 si contrappone a lingua seconda o L2, espressione che designa ognuna delle lingue che vengono invece apprese dopo la pubertà (cioè dopo gli 11-15 anni circa), quando l'attitudine all'acquisizione linguistica spontanea è notevolmente minore rispetto all'età infantile.
L'espressione lingua nativa non fa riferimento alla nascita del parlante, né in senso genetico né in senso geografico o temporale. Infatti, la lingua nativa di una persona non è necessariamente né la stessa dei suoi genitori, né la lingua dominante della regione di nascita (è questo il caso delle adozioni internazionali); né è strettamente legata al momento della nascita, poiché l'acquisizione ha inizio solo nei mesi successivi.
I termini lingua materna, lingua madre e madrelingua non devono far pensare che la madre del bambino abbia necessariamente un ruolo privilegiato nell'acquisizione, sebbene ciò sia frequente. Un controesempio è costituito da certe società di tipo patriarcale, in cui la moglie si trasferisce a casa del marito e può capitare che abbia un idioma nativo diverso dalla lingua locale parlata dalla famiglia del coniuge: sarà questa solitamente l'unica o la principale lingua nativa dei figli, anche se alcuni apprendono anche quella della madre. Nelle espressioni come lingua materna e madrelingua, infatti, la maternità va intesa principalmente in senso metaforico (madre per "fonte, origine"), come in madrepatria.
La locuzione lingua madre nel senso di "lingua nativa" è piuttosto frequente e viene impiegata anche da autorevoli linguisti; tuttavia, tale espressione è considerata da alcuni poco elegante e potenzialmente ambigua: per la durezza sintattica, inusuale in italiano, della giustapposizione di sostantivi, e perché in linguistica storica il termine lingua madre ha il significato di "idioma che ha generato altri idiomi" (ad esempio il proto-indoeuropeo ricostruito è un'ipotetica lingua madre delle lingue indoeuropee, mentre il latino parlato è con tutta evidenza la lingua madre delle lingue romanze); in questo senso madre è apposizione di lingua. Del resto, madrelingua è in uso anche in quest'accezione storico-linguistica.

## La lingua nativa in relazione al pensiero e all'educazione
Buone abilità nelle proprie lingue native sono essenziali per ulteriori apprendimenti, poiché si ritiene che la lingua nativa abbia un ruolo importante nello sviluppo e nei meccanismi del pensiero. Una conoscenza incompleta della lingua madre rende spesso difficile l'apprendimento di altre lingue. Pertanto la lingua nativa ha (o dovrebbe avere idealmente) una posizione centrale nell'educazione dell'individuo.

## Molteplicità delle definizioni
Il linguista brasiliano Cléo Vilson Altenhofen prende in considerazione la definizione di lingua materna nel suo uso corrente, impreciso e soggetto a varie interpretazioni influenzate da pregiudizi linguistici, specialmente rispetto a bambini bilingui appartenenti a minoranze etniche. Egli cita la propria esperienza di parlante bilingue del portoghese e del Riograndenser Hunsrückisch, una lingua derivante dal tedesco, portata nel sud del Brasile dai primi immigrati provenienti dalla Germania. Nel suo caso, come in quello di molti bambini la cui lingua differisce da quella ufficiale, ci si può chiedere quale delle due sia la lingua nativa principale o prevalente. Negli anni molti studiosi hanno dato definizioni della lingua materna basate sull'uso comune, sulla relazione affettiva tra il parlante e la lingua e perfino sul dominio della lingua in relazione con l'ambiente. Tuttavia, tutti questi criteri mancano di precisione.
Di seguito, alcune possibili definizioni di "lingua materna":
- definizione basata sulle origini: la lingua che si è appresa per prima (ovvero la lingua in cui si sono stabiliti i primi contatti verbali);
- definizione basata sulla auto-identificazione: la lingua che ciascuno identifica come propria lingua;
- definizione basata sulla etero-identificazione: la lingua che viene identificata dagli altri come lingua propria del soggetto;
- definizione basata sulla competenza: la lingua che il soggetto conosce meglio;
- definizione basata sulla funzione: la lingua che il soggetto usa maggiormente.